# Намюр (провинция)
Намю́р (фр. Namur, валлон. Nameur, нидерл. Namen) — одна из десяти провинций Бельгии и одна из пяти валлонских провинций. Граничит со всеми валлонскими провинциями: Валлонским Брабантом, провинцией Льеж, провинцией Люксембург, Эно а также с Францией. Административный центр — город Намюр. Население — 472 281 чел. (2010 г.).

## География

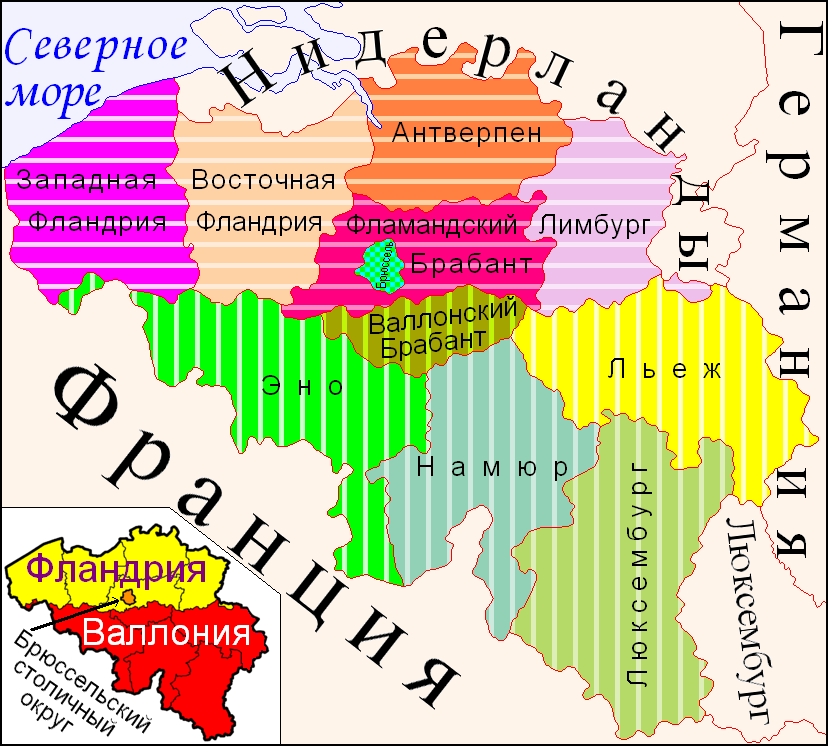
Намюр на карте Бельгии

Площадь — 3666 км². Основные реки — Маас, Самбра, Лес.

## Административное деление
Провинция делится на 3 округа, которые, в свою очередь, состоят из 38 коммун.
| Округ      | Число коммун | Население, чел. (2010) | Площадь, км² | Плотность, чел./км² |
| ---------- | ------------ | ---------------------- | ------------ | ------------------- |
| Динан      | 15           | 105 998                | 1 592,42     | 66,56               |
| Намюр      | 16           | 301 472                | 1 164,85     | 258,81              |
| Филиппвиль | 7            | 64 811                 | 908,74       | 71,32               |
| Всего      | 38           | 472 281                | 3666,01      | 128,83              |

## В культуре
Намюр упоминается в песне Вадима Мулермана «Хромой король»: там был изготовлен королевский шёлк, ошибочно названный в песне немурским.

## Достопримечательности
- Корру-ле-Шато — прекрасно сохранившийся средневековый замок.
- Лаво-Сент-Анн — восстановленный и отреставрированный дворцово-замковый комплекс.
- Вальзен — старинный замковый комплекс на высокой скале на рекой Лес.

## Преистория

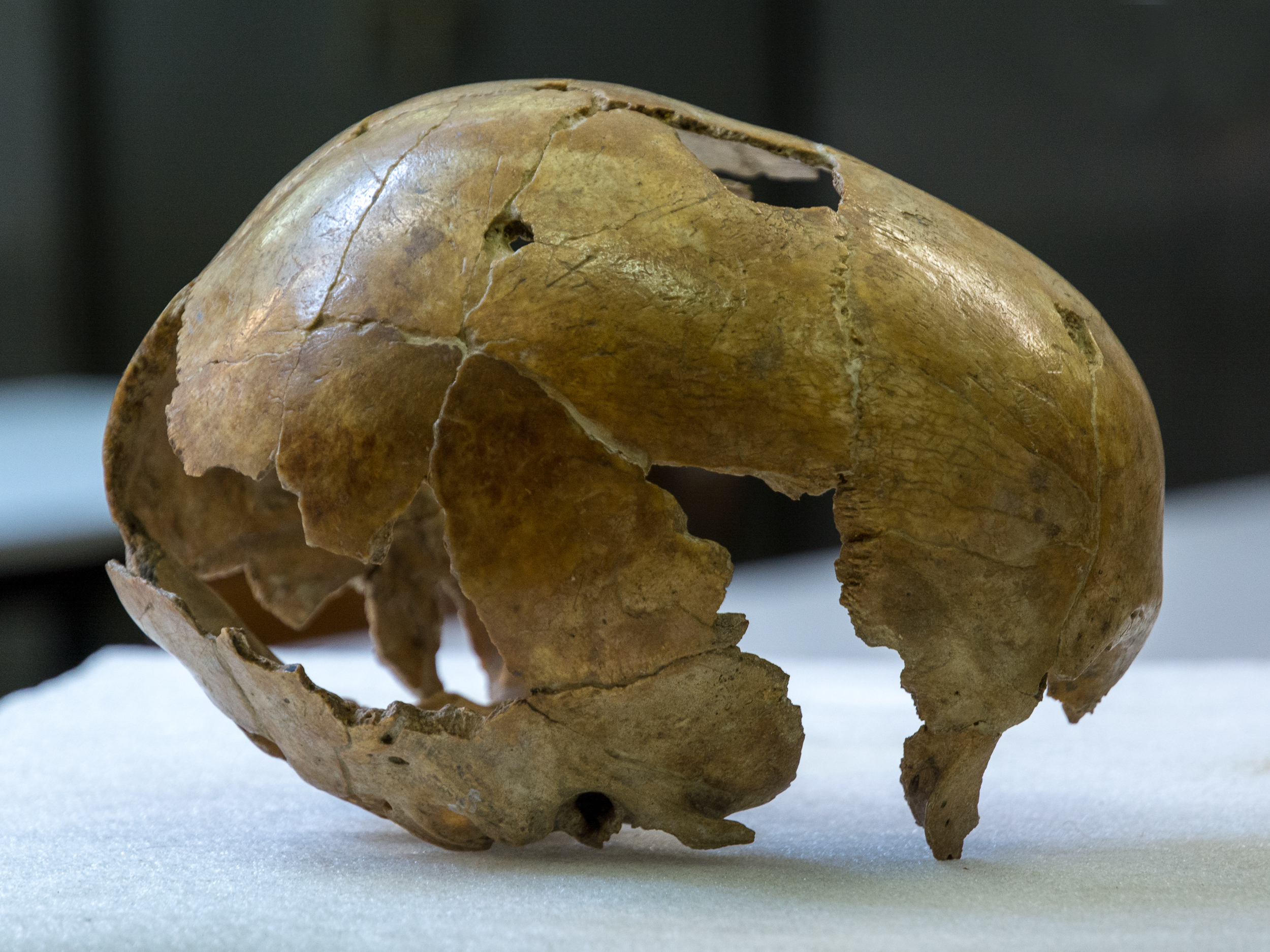
Череп неандертальца Engis 2

- 45 — 40 тыс. л. н. в пещере Гойе обитали неандертальцы-каннибалы. Изучение митохондриальной ДНК неандертальцев из Гойе показало и близкое родство с другими европейскими неандертальцами[2][3].

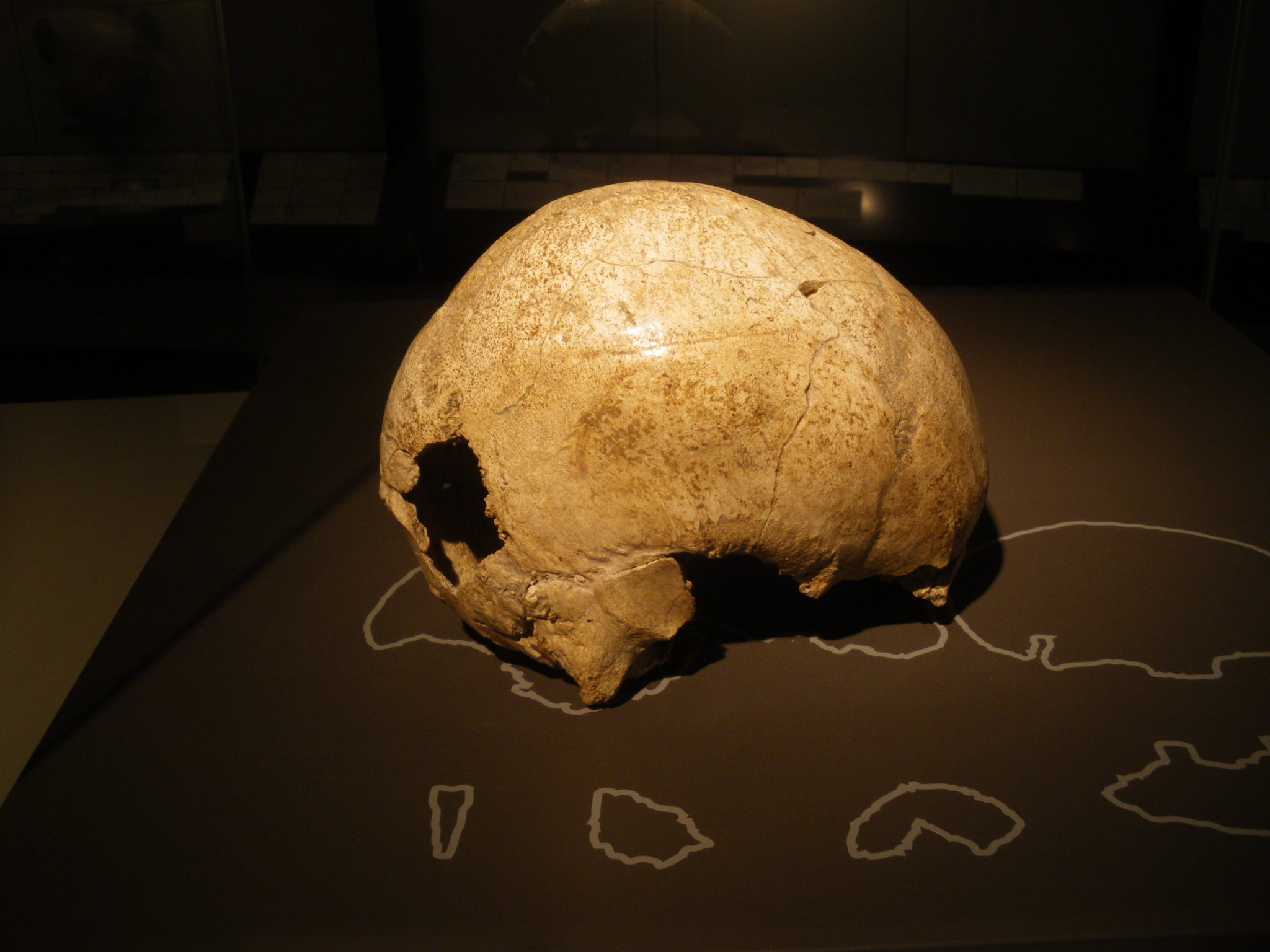
Череп Homo sapiens Engis 1

- В коммуне Жев, недалеко от хутора Гойе, в пещере Гойе[фр.] был найден череп предположительно[4] домашней «палеолитической» собаки возрастом 31,7 — 36,5 тыс. лет[5][6][7][8][9].
- У Homo sapiens, живших в пещере Гойе ок. 35 тыс. л. н., были определены митохондриальные гаплогруппы pre-U2e, U5, U8a и M[10] и  Y-хромосомная гаплогруппа C1a[11]. У образцов KU534967.1, KU534948.1 и KU534966.1 из провинции Намюр определили митохондриальную гаплогруппу U2f1, у образца KU534965.1 — митохондриальную гаплогруппу U2f2[12].